# Феофилов, Пётр Петрович
Пётр Петрович Феофи́лов (1915—1980) — российский и советский учёный-оптик, доктор физико-математических наук (1955), член-корреспондент АН СССР (с 1964 года). Специалист в области физической оптики, спектроскопии конденсированного состояния, квантовой электроники.

## Биография
Родился 31 марта (13 апреля) 1915 года в Сольвычегодске (ныне Архангельская область). В 1939 году окончил ЛПИ имени М. И. Калинина, после чего приступил к работе в ГОИ, где трудился до конца жизни. Прошёл путь от аспиранта до начальника лаборатории. Выполнил ряд работ по спектроскопии и люминесценции кристаллов, магнитооптике, кооперативным явлениям в кристаллах. Автор свыше ста статей в отечественных и зарубежных научных журналах. П. П. Феофилов организовал Всероссийские симпозиумы по спектроскопии кристаллов, активированных ионами редкоземельных и переходных металлов, с 1965 года являлся неизменным председателем их оргкомитетов. Организовал издание сборников «Спектроскопия кристаллов».
Феофилов состоял членом Научных советов по спектроскопии и по радиационной физике АН СССР, был заместителем председателя Научного совета по люминесценции и её применению в народном хозяйстве, являлся заместителем главного редактора журнала «Оптика и спектроскопия» с момента его основания (в 1956), а затем его главным редактором (с 1977). Он был также членом редакционных советов журналов «Physica Status Solidi» и «Optics Communications».
Умер 24 апреля 1980 года. Похоронен в Ленинграде на Серафимовском кладбище.
Сын П. П. Феофилова Сергей (1958—2020) также стал учёным-физиком, доктором наук, заведовал лабораторией оптики твёрдого тела в ФТИ РАН в Санкт-Петербурге (став преемником А. А. Каплянского в этой функции).

## Научная деятельность
Феофилов исследовал люминесценцию растворов сложных органических соединений и кристаллов. Установил связь между степенью поляризации люминесценции и симметрией строения люминесцирующих молекул. Развил предложенный С. И. Вавиловым метод определения мультипольности элементарных излучателей. Впервые обнаружил поляризованную люминесценцию кубических кристаллов.
Создал новое научное направление — исследование поляризованной люминесценции молекул и кристаллов. За эти работы ему была присуждена Премия Д. И. Менделеева I степени АН СССР (1949).
Выполнил цикл работ по исследованию свойств искусственных монокристаллов, в частности по изучению монокристаллов, активированных ионами с незаполненными оболочками. Создал теорию эффекта Зеемана в активированных кубических кристаллах и провёл первые эксперименты в этой области. Получил и исследовал большое количество новых активированных кристаллических систем, представляющих интерес для квантовой электроники. Обнаружил явление гигантской спиновой памяти в некоторых кристаллах с редкоземельными активаторами, фотоперенос электрона между ионами активаторов, явление кооперативной сенсибилизированной люминесценции. Развивал новое направление в спектроскопии кристаллов — исследование кооперативных эффектов. Построил теорию и создал основы ряда методов изучения скрытой анизотропии кристаллов.
Доктор физико-математических наук (1955), член-корреспондент АН СССР (с 1964 года).

## Награды и премии
- Сталинская премия третьей степени (1949) — за создание прибора для изучения быстропротекающих физических процессов
- Государственная премия СССР (1975) — за цикл работ по созданию нового оптического метода исследования сложных примесных центров и дефектов в кристаллах (1953—1972)
- премия имени Д. И. Менделеева I степени АН СССР (1949) — за цикл работ, посвящённых исследованию поляризованной люминесценции молекул и кристаллов
- Золотая медаль имени С. И. Вавилова (1970) — за исследование оптических свойств кристаллов
- два ордена Ленина (1966, 1971)
- орден Трудового Красного Знамени (1975)

## Публикации
- П. П. Феофилов. Поляризованная люминесценция. // УФН, Т. 36, № 12 (1948).
- Н. А. Толстой, П. П. Феофилов. Новый метод исследования релаксационных процессов и его применение к изучению некоторых физических явлений. // УФН, Т. 41, № 5 (1950).
- И. А. Шляхтер, П. П. Феофилов. Неизвестная работа С. И. Вавилова по радиообнаружению. // УФН, Т. 49, № 1 (1953).
- П. П. Феофилов. Поляризованная люминесценция кубических кристаллов. // УФН, Т. 58, № 1 (1956).
- П. П. Феофилов. Поляризованная люминесценция атомов, молекул и кристаллов. — М.: Физматгиз, 1959.
- А. А. Каплянский, П. П. Феофилов. Скрытая оптическая анизотропия кубических кристаллов, содержащих локальные центры, и методы её исследования. // УФН, Т. 76, № 2 (1962).
- П. П. Феофилов. Вклад академика С. И. Вавилова в учение о свете (к 75-летию со дня рождения С. И. Вавилова). // УФН, Т. 91, № 1 (1967).
- Н. В. Старостин, П. П. Феофилов. Магнитная циркулярная анизотропия в кристаллах. // УФН, Т. 97, № 4 (1969).
- В. С. Запасский, П. П. Феофилов. Развитие поляризационной магнитооптики парамагнитных кристаллов. // УФН, Т. 116, № 5 (1975).
- П. П. Феофилов. Сергей Иванович Вавилов в оптическом институте. // УФН, Т. 117, № 9 (1975).